# Dagobert Peche

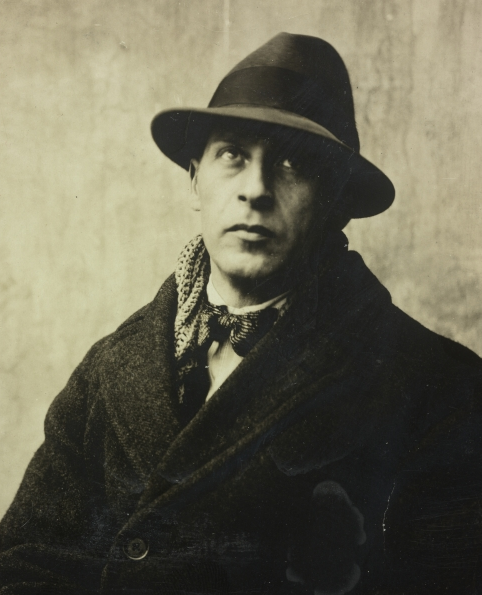
Foto (alrededor de 1920)

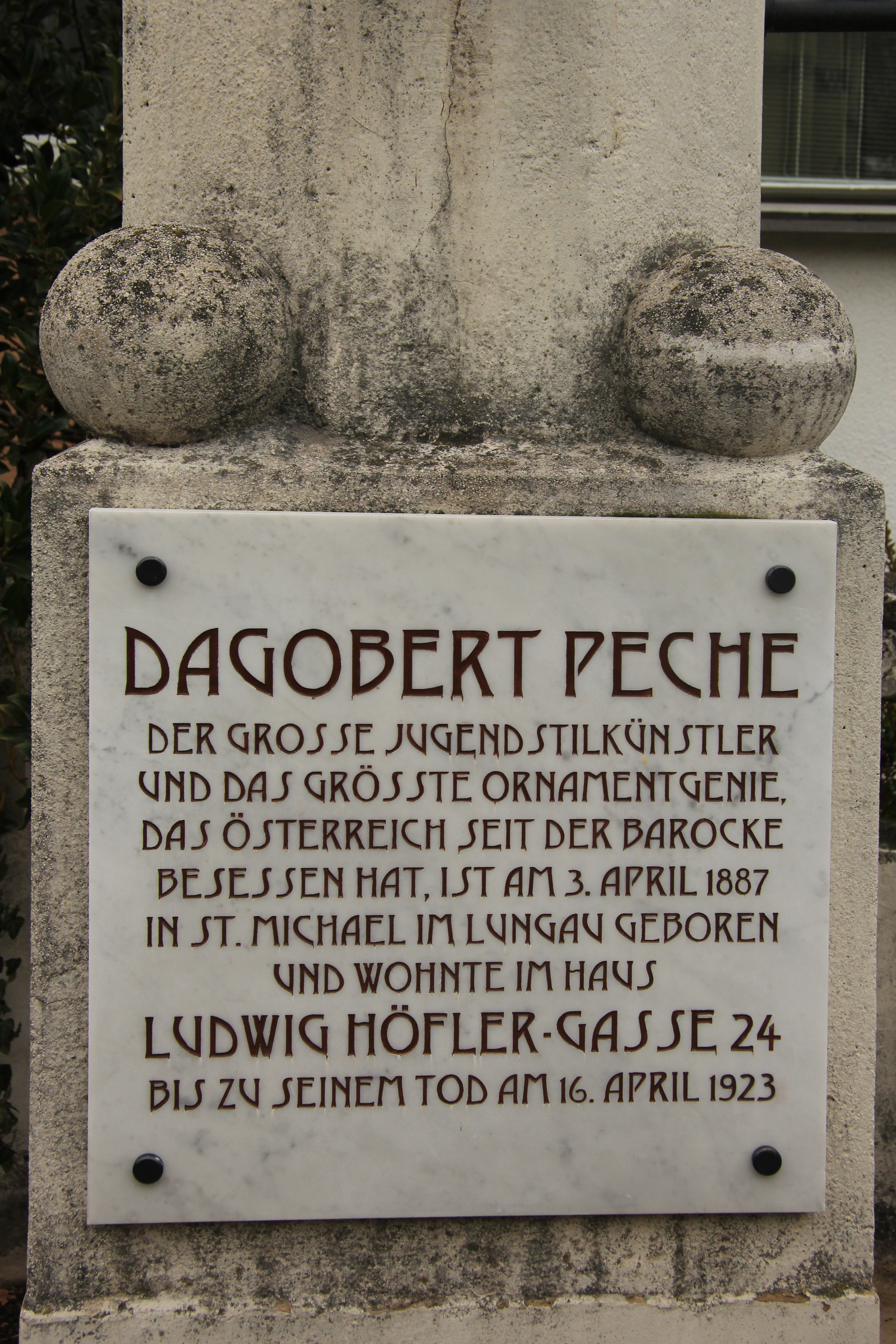
Placa

Dagobert Peche (Sankt Michael, Salzburgo, 3 de abril de 1887-Modling, Viena, 16 de abril de 1923) fue un arquitecto, artista y diseñador austríaco.

## Biografía
Estudió arquitectura en la Academia de Bellas Artes de Viena entre 1908 y 1911, donde fue alumno de Friedrich Ohmann. Sus viajes a Inglaterra y Francia contribuyeron a formar sus propios criterios estéticos, basados entonces en el historicismo.
Comenzó diseñando alfombras y otros objetos en los que se entreveía un estilo influido por el barroco y rococó, pero pronto evolucionó hacia la normalización de las formas y aprovechó las nuevas posibilidades que ofrecía la producción industrial en serie, lo cual le llevó a unirse a los Wiener Werkstätte en 1915, de los que se convertiría en codirector en 1916.
Peche es considerado como uno de los exponentes de los Talleres Vieneses más creativos, con alrededor de tres mil diseños, en los que predominaban las formas redondeadas y cierto eclecticismo, situándose en el polo opuesto respecto a los diseños de Josef Hoffmann y Koloman Moser.
Expuso en la exhibición de la Deutscher Werkbund en Colonia en el año 1914, donde mostró por primera vez sus diseños a nivel internacional. A finales de ese mismo año, participó también en la Exposición Internacional de Arte de Roma.
Entre 1917 y 1919, Peche dirigió una rama recién creada de los Wiener Werkstätte en Zúrich.
Murió de forma prematura en el distrito de Modling, Viena, a la edad de 36 años, víctima de una larga enfermedad.